# Romero Mendonça Sobrinho
Romero Mendonça Sobrinho (Itaguaru, 14 de janeiro de 1975), mais conhecido como Romerito, é um ex-futebolista brasileiro que atuava como meio-campista.

## Carreira como jogador
Foi revelado nas categorias de base do Atlético Goianiense. Depois, já profissionalizado, passou por diversos clubes paulistas: Corinthians, Botafogo-SP, São Caetano, Marília e Santo André. Entre as passagens pelo estado de São Paulo, atuou por Brasiliense e Sport, uma vez que conquistou o carinho da torcida rubro-negra.

### Sport
Em 2008 foi um dos principais destaques do Sport na temporada. Teve grande atuação no dia 12 de janeiro, marcando um gol na  goleada por 4–0 sobre o Salgueiro que marcou a estreia da equipe no Campeonato Pernambucano. Posteriormente foi o principal destaque do Sport na bela campanha na Copa do Brasil, em que o Leão da Ilha chegou até a final e foi campeão contra o Corinthians. Porém, antes da realização das partidas finais, o jogador retornou ao Goiás, clube detentor de seus direitos federativos, pois o seu contrato de empréstimo com o Sport encerrou no dia 31 de maio de 2008.

### Goiás
Seu retorno ao Goiás gerou polêmica, já que o clube havia aceitado verbalmente a renovação temporária de seu empréstimo ao Sport para que Romerito pudesse disputar as finais da Copa do Brasil. O Goiás alegou que as leis trabalhistas do Brasil, que exigem que contratos sejam prorrogados por um mínimo de três meses, não ofereciam garantias de que o Sport rescindiria o contrato com o jogador após a realização da segunda partida final da Copa do Brasil. O jogador, que revelou publicamente seu desejo de permanecer no Recife, encontrava-se na capital pernambucana.

### Retorno ao Sport
No dia 27 de setembro de 2010, o Sport confirmou a contratação de Romerito até o final de 2011.
Após o fracasso na conquista do Campeonato Pernambucano de 2011 e um difícil momento no clube rubro-negro, Romerito teve a sua dispensa confirmada no dia 17 de maio, junto a outros seis atletas.

### Comercial
No dia 7 de dezembro de 2011, o Comercial anunciou sua contratação para a disputa do Campeonato Paulista de 2012.

### Juventus, Rio Verde e Goianésia
Depois, foi contratado pelo Juventus-SP, onde passou poucos meses. Ainda esteve em mais dois clubes goianos, Rio Verde e Goianésia.

### Vila Nova
Em setembro de 2013, foi contratado pelo Vila Nova para ajudar o time goiano no Campeonato Brasileiro da Série C. A contratação foi contestada por torcida e imprensa pela idade avançada do jogador, que fez um acordo com a diretoria para receber somente se jogar.

### Retorno ao Goianésia
Em 2014 retornou ao Goianésia. Defendeu a camisa do Azulão do Vale do São Patrício no Campeonato Goiano, onde esteve em quatro partidas e marcou três gols.

### Anapolina
Ainda em 2014 foi contratado pela Anapolina. Jogando com a camisa da Rubra, atuou na Série D em apenas três jogos, sem marcar gols.

### Aparecidense
Após uma terceira passagem pelo Goianésia no primeiro semestre de 2015, em julho Romerito foi anunciado como reforço da Aparecidense.

### Aposentadoria
Anunciou oficialmente a sua aposentadoria no dia 28 de outubro de 2015, iniciando a carreira de técnico no Goianésia.

## Carreira como treinador
Em 2018, já como técnico das categorias de base da Aparecidense, passou pela Ilha do Retiro para aprimorar a nova profissão no Sport, clube onde foi ídolo como jogador.
No dia 27 de janeiro de 2020, foi contratado como técnico do time principal da Aparecidense.

## Títulos

### Como jogador
Corinthians
- Campeonato Paulista: 1997

Santo André
- Copa do Brasil: 2004

Goiás
- Campeonato Goiano: 2006 e 2009

Sport
- Campeonato Pernambucano: 2008
- Copa do Brasil: 2008

### Artilharias
- Copa do Brasil: 2008 (6 gols)

### Campanha de destaque
Goiás
- Vice artilheiro da Copa Libertadores da América de 2006 (4 gols)